# ベリテック
ベリテック（英語：Veritech）は、いわゆる「ロボテック・シリーズ」が、『超時空要塞マクロス』・『超時空騎団サザンクロス』・『機甲創世記モスピーダ』（いずれも竜の子プロダクション製作）の3作品をハーモニーゴールド USA社（Harmony Gold USA）がライセンスを取得したあと、同一世界の異なる時代と世代を描いた連続する一つの大河ストーリーとして翻案、再編集したシリーズ作に対して、元来は無関係であった各作品を互いに接続（リンケージ）する「複数の統一概念および統一設定」のひとつとして導入された用語である。

## 概要
「ロボテック」シリーズ中における、人類初のOTMの導入成果である、可変機動兵器「VF-1バルキリー (Valkyrie)」は、可変戦闘機 ( Variable Fighter, VF )という航空機のみに限定された分類ではなく、より普遍化された「可変工学」"Variable Engineering"と「ロボット工学統合技術」"Robotic Integration-TECHnology"、つまり「ベリテック」（"VERITECH"）による戦闘機（"Veritech Fighter" , VF ）、という意味であると新たに再定義（あるいは、定義の追加拡大）された。
そしてその「ベリテック」（"VERITECH"）が、前述のように「可変工学とロボット工学統合技術」（"Variable Engineering and Robotic Integration-TECHnology"）の頭文字を取り短縮したものとして、後述の経緯 でハーモニーゴールド USA 社（Harmony Gold USA）に採用され、公式設定とされた。
しかし同時に、通称や固有機体（車体）名称である、
- 最初の世代のVF-1バルキリー （VF-1 "Valkyrie"）
- 第二世代のVHT-2「スパルタス」（Spartus）や　VFH-10「オーロラン」（Aurolan）
- 第三世代の「遠征艦隊軍」所属のアーマー・サイクル及びライド・アーマーの統合通称である「サイクロン」（Cyclone）や、車体名称である「モスピーダ」（ "Mospeada" ）、更には　可変戦闘攻撃機 VFA-6「レギオス」（ "Legioss" ）

などの通称も言及され資料に併記されている。

## 使用例
日本でなじみのない、可変戦闘機「VF-1 バルキリー」以外の用例を以下に示す。
| 世代区分    | 通称 （正式名称）                                                                     | 通称英文字 （正式名称）                                                                         | 原作での名称                                          | 原作名 （ 備 考 ） |
| ----------- | ------------------------------------------------------------------------------------- | ----------------------------------------------------------------------------------------------- | ----------------------------------------------------- | --- |
| 第 1.5 世代 | 軽（準可変）ベリテック・モーターサイクル （ SVMC-21 ハーガン ）                       | Light VERITCH moter-cycle "Hargun" ( SVMC-21 Hargun , Semi Variable Moter Cycle )               | ハーガン                                              | メガゾーン 23 所属は自治日本領「日本陸軍」ではなく、サザンクロス軍・参謀本部直轄「統合軍事警察」 ( Grobal Militaly Police , GMP ) |
| 第 1.5 世代 | 軽ベリテック・モーターサイクル （ MODAT-5 ; GR-001 ガーランド ）                      | Light VERITCH moter-cycle MODAT-5 , Mobile Operations Data Access Terminal ( GR-001 "Garland" ) | ガーランド 「バハムート」：クライアント接続・機動端末 | メガゾーン 23 所属は自治日本領「日本陸軍」。 |
| 第 2 世代   | ベリテック・ホバータンク （ VHT-2 スパルタス ）                                       | VERITCH Hover Tank ( VHT-2 "Spartus" )                                                          | ATAC・01-SCA 「スパルタス」                           | 超時空騎団サザンクロス。 「サザンクロス軍」（ 英: Army of the Southern Cross , ASC ）所属。 |
| 第 2 世代   | ベリテック・軽戦闘機 （ VF-8 ローガン ）                                              | VERITCH [ Light ] Fighter "Logan" （ VF-8 Logan ）                                              | TASC・01-SCF 「ローガン」                             | 超時空騎団サザンクロス。 「サザンクロス軍」所属。 |
| 第 2 世代   | ベリテック（ジャイロ）コプター （ VFH-10「オーロラン」 ）                             | VERITCH [ Fighter / Heli- ] Copter , a.k.a. : " AGACS " or " ajax " （ VFH-10 "Auroran" ）      | TASC・02-SCF 「オーロラン」                           | 同上。 「サザンクロス軍」所属。 別名である「装甲・ジャイロダイン・強襲ヘリコプター」" Armored Gyro Assault Chopper`S " の頭文字をつなげた「エージャックス」(AGACS) または発音を優先した頭文字の英文字綴り字体 "ajax" (大アイアース、英語版：Ajax the great のラテン語読み エージャック)のほうがより一般的。 |
| 第 3 世代   | ベリテック・ライダー （ 騎手 ） （ VR-038L バートレー ）                              | Veritech Rider VR-038L "Bartley"                                                                | アーマーバイク / ライドアーマー「バートレー」         | 機甲創世記モスピーダ。 「遠征艦隊軍」（ 英: United-Earth Expeditionary Force 略語：UEEF ）所属。 可変装着型の自動二輪車（モーターサイクル）に由来する「サイクロン」系列 ( Cyclone series ) の通称のほうがより一般的。                                                                                       |
| 第 3 世代   | ベリテック・ライダー（騎手） （ VR-052 F / T バトラー ）                              | Veritech Rider VR-052F/T "Battler"                                                              | アーマーバイク / ライドアーマー「モスピーダ」         | 機甲創世記モスピーダ。 「遠征艦隊軍」所属。 同じ自動二輪車であっても、騎手の着用服が構成要素に組み込まれる可変装着型は、「バトロイド形態」が密閉操縦席となる“搭乗型”の「ハーガン」や「ガーランド」（メガゾーン 23 ）とは明確に区別される。                                                                  |
| 第 3 世代   | ベリテック・戦闘攻撃機 （ VFA-6 アルファ・ファイター（レギオス） ）                   | Veritech Fighter Attacker VFA-6 Alpha Fighter ( "Legioss" )                                     | 可変戦闘機・AFC-01「レギオス」                        | 同上。 「遠征艦隊軍」所属。 「レギオス」よりは、「アルファ・ファイター」( Alpha Fighter ) の通称のほうがより一般的。 |
| 第 3 世代   | ベリテック・ファイターボマー（戦闘爆撃機） （ VFB-9 ベータ・ファイター（トレッド） ） | Veritech Fighter Bomber VFB-9 Beta Fighter ( "TREAD" )                                          | 可変戦闘支援機 AB-01 アーモボンバー「トレッド」       | 同上。 「遠征艦隊軍」所属。 「トレッド」よりは、「ベータ・ファイター」( Beta Fighter ) の通称のほうがより一般的。 トレッド は TREAD , " TRans - EArth Deployment "（ 発音上は「トリード」、地球圏・宇宙空間 双方向接続 支援 ）システムの略語とされた。                                                      |

## 成立経緯
1990年代後半に熱心なファンやファングループが同人誌や自作ウェブページ等で、パーソナルコンピュータ向けの自作ロールプレイングゲーム（RPG）やテーブルトーク・ロールプレイングゲーム（TRPG）での利用者の便宜の為に日本版の可変戦闘機（" Variable Fighter "）の略号" VF "に由来しながらも、翻案された他の2作品、『超時空騎団サザンクロス』・『機甲創世記モスピーダ』に登場する可変装甲戦闘車両や、可変モーターサイクル（Motorcycle）等、翼による継続飛行能力を持たない可変車輌にも呼称出来るように腐心し、本来は頭字語（アクロニムまたはイニシャリズム）ではない言葉の各文字をとって新たに頭字語とした『バクロニム』（英：backronym または bacronym）による後付けで考案された定義付けが、後に公式設定とされたものである。
ガウォーク（GERWALK）等の元来の用語との接続性を維持しながら拡張を行う創意工夫の結果により、略号はともに同じ" VF " （"Veritech Fighter" , VF ）となる。
このように、ファンダムによる世界観の構築が絶えずなされている「活きている」シリーズ作品であることは、日本における「ガンダムシリーズ」の普及状況に通じるところがある。